# Медаль Карнегі
Медаль Карнегі — це британська літературна нагорода, якою щорічно відзначається одна видатна нова англомовна книга для дітей або молоді. Нагороду надає автору Дипломований інститут бібліотечних та інформаційних фахівців (CILIP). CILIP називає її «найстарішою та найпрестижнішою книжковою нагородою Великої Британії для дитячого письма».
Медаль названа на честь американського філантропа шотландського походження Ендрю Карнегі (1835–1919), який заснував понад 2800 бібліотек в англомовному світі (Бібліотеки Карнеґі), включаючи принаймні одну з більш ніж половини британських бібліотек. Він був заснований у 1936 році Британською бібліотечною асоціацією для святкування сторіччя від дня народження Карнегі та урочисто відкритий у 1937 році нагородою Артура Ренсома за «Голубину пошту» (1936) і визначенням двох «рекомендованих» книг. Перша медаль датована 1936 роком, але з 2007 року медаль датується роком вручення, тобто через рік-два після публікації.
У 1955 році медаль Кейт Грінуей була заснована разом з медаллю Карнегі. Медаль Кейт Грінуей відзначається за «видатну ілюстрацію в книжці для дітей». Обидві нагороди були засновані та керовані Бібліотечною асоціацією, поки її не змінила CILIP у 2002 році.
Номіновані книги мають бути написані англійською мовою та вперше опубліковані у Великій Британії протягом попереднього навчального року (з вересня по серпень). До 1969 року нагорода обмежувалася книгами британських авторів, які вперше були опубліковані в Англії. Першим небританським медалістом був австралійський письменник Іван Саутхолл з книгою Джоша (1972). Початкові правила також забороняли авторам-переможцям розглядатися в майбутньому. Першим автором, який виграв другу медаль Карнегі, був Пітер Дікінсон у 1981 році, який поспіль переміг за книги «Тулку » та «Місто золота». У 2018 році було вісім повторних переможців.
Переможець нагороджується золотою медаллю та книгами на суму 500 фунтів стерлінгів, які передаються до обраної ним бібліотеки. Крім того, з 2016 року переможець отримує грошову винагороду у розмірі 5 000 фунтів стерлінгів із заповіту Коліна Мірса.

## Останнє виконання
Катя Бален отримала медаль Карнегі 2022 за "Жовтень" у жовтні. 
До короткого списку 2022 року увійшли вісім книг, кожна з яких була видана у період з вересня 2020 року по серпень 2021 року:
- Катя Бален, "Жовтень, жовтень", ілюстрації Анжели Гардінг (Bloomsbury)
- Сью Дівін, "Бережи своє серце" (Macmillan Children's)
- Філ Ерл, "Коли падає небо" (Andersen Press)
- Бонні-Сью Гічкок, "У маленькому містечку всі помирають знаменитими" (Faber)
- Манджит Манн, "Переправа" (Penguin)
- Джуліан Седжвік, "Дівчина цунамі", ілюстрації Чіе Куцувади (Guppy Books)
- Алекс Вітл, "Воїни очерету" (видавництво "Андерсен")
- Ібі Зобой та Юсеф Салам, "Пробиваючи повітря" (HarperCollins)

З 2001 року рекомендована вікова категорія для книжок, що увійшли до короткого списку, коливається від 8+ до 14+ років.

## Процес
Члени CILIP можуть номінувати книги у вересні та жовтні, а повний список дійсних номінацій публікується в листопаді. Довгий список, обраний суддями з номінованих книг, публікується у лютому. До складу журі входять 12 дитячих бібліотекарів, всі вони є членами Групи юнацьких бібліотек (YLG) програми CILIP. Короткий список оголошується у березні, а переможець - у червні.
Це мають бути англомовні твори, вперше опубліковані у Великій Британії протягом попереднього року (з 1 вересня по 31 серпня). Відповідно до CILIP, "всі категорії книг, включаючи поезію, нон-фікшн та графічні романи, у друкованому або електронному форматі, для дітей та молоді є прийнятними". Антології, що складаються з кількох авторів, не приймаються; однак, окремі твори, написані у співавторстві, приймаються.
Юнаки з усієї Великої Британії беруть участь у групах спостереження, організованих середніми школами та публічними бібліотеками, щоб читати та обговорювати книги, які увійшли до короткого списку.
CILIP дає вказівку журі враховувати сюжет, характер і стиль "там, де це доречно" . Крім того, в ньому зазначено, що "книга, яка отримує медаль Карнегі, повинна бути книгою видатної літературної якості. Весь твір повинен приносити задоволення, не лише поверхневе задоволення від гарного читання, але й більш глибоке підсвідоме задоволення від пережитого, хоча й віртуального, але на момент читання, реального досвіду, який зберігається після нього". 
Огляд різноманітності у 2018 році призвів до змін у процесі номінування та суддівства з метою сприяння кращому представленню авторів та книг етнічних меншин.

## Переможці
До 2022 року було вручено 83 медалі за 86 років, що охоплюють період з 1936 по 2021 рік. Жодна книга, опублікована в 1943, 1945 або 1966 роках, не була визнана журі придатною для нагородження.
З 2007 року медалі датуються за роком вручення. До цього вони датувалися за календарним роком їх британського видання. 
Сорок одна книга-переможець була проілюстрована у своїх перших виданнях, у тому числі кожна протягом перших трьох десятиліть. Шість з них у період з 1936 по 1953 рік були проілюстровані або проілюстровані їхніми авторами; з того часу - жодної.
| Рік    | Автор                                                                                      | Оригінальна назва                                                                          | Назва                                                                                      | Видання                                                                                    | Примітка |
| ------ | ------------------------------------------------------------------------------------------ | ------------------------------------------------------------------------------------------ | ------------------------------------------------------------------------------------------ | ------------------------------------------------------------------------------------------ | -------- |
| 2024   | Жозеф Коельйо                                                                              | The Boy Lost in the Maze                                                                   | Хлопчик, що загубився в лабіринті                                                          | Otter-Barry Books                                                                          | [ 13 ]   |
| 2023   | Манон Штефан Рос                                                                           | The Blue Book of Nebo                                                                      | Блакитна книга Небо                                                                        | Firefly Press                                                                              | [ 14 ]   |
| 2022   | Катя Бален                                                                                 | October, October                                                                           | Жовтень, жовтень                                                                           | Bloomsbury                                                                                 | [ 9 ]    |
| 2021   | Джейсон Рейнольдс                                                                          | Look Both Ways                                                                             | Дивись в обидва боки                                                                       | Knights Of                                                                                 | [ 15 ]   |
| 2020   | Ентоні Макгоуен                                                                            | Lark                                                                                       | Жайворонок                                                                                 | Barrington Stoke                                                                           |          |
| 2019   | Елізабет Асеведо                                                                           | The Poet X                                                                                 | Поет Ікс                                                                                   | HarperTeen                                                                                 | [ 16 ]   |
| 2018   | Джеральдін МакКоріан                                                                       | Where the World Ends                                                                       | Коли настане кінець світу                                                                  | Usborne Publishing                                                                         |          |
| 2017   | Рита Септіс                                                                                | Salt to the Sea                                                                            | Сіль для моря                                                                              | Penguin Books                                                                              |          |
| 2016   | Сара Кросан                                                                                | One                                                                                        | Один                                                                                       | Bloomsbury Children's                                                                      |          |
| 2015   | Таня Ландман                                                                               | Buffalo Soldier                                                                            | Солдат Буффало                                                                             | Walker Books                                                                               |          |
| 2014   | Кевін Брукс                                                                                | The Bunker Diary                                                                           | Бункерний щоденник                                                                         | Penguin Books                                                                              |          |
| 2013   | Саллі Гарднер                                                                              | Maggot Moon                                                                                | Личинка Мун                                                                                | Hot Key Books                                                                              |          |
| 2012   | Патрік Несс                                                                                | A Monster Calls                                                                            | Монстр кличе                                                                               | Walker Books                                                                               |          |
| 2011   | Патрік Несс                                                                                | Monsters of Men                                                                            | Монстри людей                                                                              | Walker Books                                                                               |          |
| 2010   | Ніл Гейман                                                                                 | The Graveyard Book                                                                         | Книга кладовища                                                                            | Bloomsbury                                                                                 |          |
| 2009   | Шівон Дауд                                                                                 | Bog Child                                                                                  | Болотяна дитина                                                                            | David Fickling                                                                             |          |
| 2008   | Філіп Рів                                                                                  | Here Lies Arthur                                                                           | Тут лежить Артур                                                                           | Scholastic                                                                                 |          |
| 2007   | Мег Рософф                                                                                 | Just in Case                                                                               | Про всяк випадок                                                                           | Penguin                                                                                    |          |
| 2006   | Датою нагородження вважається рік публікації до 2006 року, рік вручення - після 2006 року. | Датою нагородження вважається рік публікації до 2006 року, рік вручення - після 2006 року. | Датою нагородження вважається рік публікації до 2006 року, рік вручення - після 2006 року. | Датою нагородження вважається рік публікації до 2006 року, рік вручення - після 2006 року. |          |
| 2005   | Мел Піт                                                                                    | Tamar                                                                                      | Тамар                                                                                      | Walker Books                                                                               |          |
| 2004   | Френк Коттрелл Бойс                                                                        | Millions                                                                                   | Мільйони                                                                                   | Macmillan                                                                                  |          |
| 2003 * | Дженніфер Доннеллі                                                                         | A Gathering Light                                                                          | Світло, що збирає                                                                          | Bloomsbury                                                                                 |          |
| 2002   | Шерон Кріч                                                                                 | Ruby Holler                                                                                | Рубі Холлер                                                                                | Bloomsbury                                                                                 |          |
| 2001   | Террі Пратчетт                                                                             | The Amazing Maurice and his Educated Rodents                                               | Дивовижний Моріс та його освічені гризуни                                                  | Doubleday                                                                                  |          |
| 2000   | Беверлі Найду                                                                              | The Other Side of Truth                                                                    | По той бік правди                                                                          | Puffin                                                                                     |          |
| 1999   | Ейдан Чемберс                                                                              | Postcards from No Man's Land                                                               | Листівки з Нічийної землі                                                                  | The Bodley Head                                                                            |          |
| 1998 * | Девід Алмонд                                                                               | Skellig                                                                                    | Скелліг                                                                                    | Hodder &amp; Stoughton                                                                     |          |
| 1997   | Тім Боулер                                                                                 | River Boy                                                                                  | Річковий хлопець                                                                           | Oxford University Press                                                                    |          |
| 1996 * | Мелвін Берджес                                                                             | Junk                                                                                       | Барахло                                                                                    | Andersen Press                                                                             |          |
| 1995 * | Філіп Пульман                                                                              | Northern Lights                                                                            | Північне сяйво                                                                             | Scholastic                                                                                 |          |
| 1994   | Тереза Бреслін                                                                             | Whispers in the Graveyard                                                                  | Шепіт на цвинтарі                                                                          | Methuen                                                                                    |          |
| 1993   | Роберт Свінделс                                                                            | Stone Cold                                                                                 |                                                                                            | Hamish Hamilton                                                                            |          |
| 1992   | Енн Файн                                                                                   | Flour Babies                                                                               | Борошняні немовлята                                                                        | Hamish Hamilton                                                                            |          |
| 1991   | Берлі Доерті                                                                               | Dear Nobody                                                                                |                                                                                            | Hamish Hamilton                                                                            |          |
| 1990   | Джилліан Кросс                                                                             | Wolf                                                                                       |                                                                                            | Oxford University Press                                                                    |          |
| 1989   | Енн Файн                                                                                   | Goggle-Eyes                                                                                |                                                                                            | Hamish Hamilton                                                                            |          |
| 1988   | Джеральдін Маккогрін                                                                       | A Pack of Lies                                                                             |                                                                                            | Oxford University Press                                                                    |          |
| 1987   | Сьюзен Прайс                                                                               | The Ghost Drum                                                                             |                                                                                            | Faber                                                                                      |          |
| 1986   | Берлі Доерті                                                                               | Granny Was a Buffer Girl                                                                   |                                                                                            | Methuen                                                                                    |          |
| 1985 * | Кевін Кросслі-Холланд                                                                      | Storm                                                                                      | Шторм                                                                                      | Heinemann                                                                                  |          |
| 1984   | Маргарет Махі                                                                              | The Changeover                                                                             | Перехід                                                                                    | J. M. Dent                                                                                 |          |
| 1983   | Джон Марк                                                                                  | Handles                                                                                    |                                                                                            | Kestrel                                                                                    |          |
| 1982   | Маргарет Махі                                                                              | The Haunting                                                                               |                                                                                            | J.M. Dent                                                                                  |          |
| 1981   | Роберт Вестол                                                                              | The Scarecrows                                                                             |                                                                                            | Chatto &amp; Windus                                                                        |          |
| 1980   | Пітер Дікінсон                                                                             | City of Gold and other stories from the Old Testament                                      |                                                                                            | Gollancz                                                                                   |          |
| 1979   | Пітер Дікінсон                                                                             | Tulku                                                                                      |                                                                                            | Gollancz                                                                                   |          |
| 1978   | Девід Ріс                                                                                  | The Exeter Blitz                                                                           |                                                                                            | Hamish Hamilton                                                                            |          |
| 1977   | Джин Кемп                                                                                  | The Turbulent Term of Tyke Tiler                                                           |                                                                                            | Faber                                                                                      |          |
| 1976   | Джон Марк                                                                                  | Thunder and Lightnings                                                                     |                                                                                            | Kestrel                                                                                    |          |
| 1975 * | Роберт Вестол                                                                              | The Machine Gunners                                                                        |                                                                                            | Macmillan                                                                                  |          |
| 1974   | Моллі Хантер                                                                               | The Stronghold                                                                             |                                                                                            | Hamish Hamilton                                                                            |          |
| 1973   | Пенелопа Лайвлі                                                                            | The Ghost of Thomas Kempe                                                                  |                                                                                            | Heinemann                                                                                  |          |
| 1972   | Річард Адамс                                                                               | Watership Down                                                                             | Небезпечні мандри                                                                          | Rex Collings                                                                               |          |
| 1971   | Іван Саухолл                                                                               | Josh                                                                                       |                                                                                            | Angus &amp; Robertson                                                                      |          |
| 1970   | Леон Гарфілд і Едвард Блішен                                                               | The God Beneath the Sea                                                                    |                                                                                            | Longman                                                                                    |          |
| 1969   | К. М. Пейтон                                                                               | The Edge of the Cloud                                                                      |                                                                                            | Oxford University Press                                                                    |          |
| 1968   | Розмарі Гарріс                                                                             | The Moon in the Cloud                                                                      |                                                                                            | Faber                                                                                      |          |
| 1967 * | Алан Гарнер                                                                                | The Owl Service                                                                            |                                                                                            | Collins                                                                                    |          |
| 1966   | — Приз не присуджено, оскільки жодна книга не була визнана відповідною                     | — Приз не присуджено, оскільки жодна книга не була визнана відповідною                     | — Приз не присуджено, оскільки жодна книга не була визнана відповідною                     | — Приз не присуджено, оскільки жодна книга не була визнана відповідною                     |          |
| 1965   | Філіп Тернер                                                                               | The Grange at High Force                                                                   |                                                                                            | Oxford University Press                                                                    |          |
| 1964   | Шина Портер                                                                                | Nordy Bank                                                                                 |                                                                                            | Oxford University Press                                                                    |          |
| 1963   | Хестер Бертон                                                                              | Time of Trial                                                                              |                                                                                            | Oxford University Press                                                                    |          |
| 1962   | Полін Кларк                                                                                | The Twelve and the Genii                                                                   |                                                                                            | Faber                                                                                      |          |
| 1961   | Люсі М. Бостон                                                                             | A Stranger at Green Knowe                                                                  |                                                                                            | Faber                                                                                      |          |
| 1960   | Ян Вольфран Корнуолл                                                                       | The Making of Man                                                                          |                                                                                            | Phoenix House                                                                              |          |
| 1959   | Розмарі Саткліфф                                                                           | The Lantern Bearers                                                                        |                                                                                            | Oxford University Press                                                                    |          |
| 1958 * | Філіппа Пірс                                                                               | Tom's Midnight Garden                                                                      |                                                                                            | Oxford University Press                                                                    |          |
| 1957   | Вільям Мейн                                                                                | A Grass Rope                                                                               |                                                                                            | Oxford University Press                                                                    |          |
| 1956   | C. С. Льюїс                                                                                | The Last Battle                                                                            | Остання битва                                                                              | The Bodley Head                                                                            |          |
| 1955   | Елеонора Фарджон                                                                           | The Little Bookroom                                                                        |                                                                                            | Oxford University Press                                                                    |          |
| 1954   | Рональд Велш                                                                               | Knight Crusader                                                                            |                                                                                            | Oxford University Press                                                                    |          |
| 1953   | Едвард Осмонд                                                                              | A Valley Grows Up                                                                          |                                                                                            | Oxford University Press                                                                    |          |
| 1952 * | Мері Нортон                                                                                | The Borrowers                                                                              |                                                                                            | J. M. Dent                                                                                 |          |
| 1951   | Синтія Харнетт                                                                             | The Wool-Pack                                                                              |                                                                                            | Methuen                                                                                    |          |
| 1950   | Ельфріда Віпонт                                                                            | The Lark on the Wing                                                                       |                                                                                            | Oxford University Press                                                                    |          |
| 1949   | Агнес Аллен                                                                                | The Story of Your Home                                                                     |                                                                                            | Faber                                                                                      |          |
| 1948   | Річард Армстронг                                                                           | Sea Change                                                                                 |                                                                                            | J. M. Dent                                                                                 |          |
| 1947   | Вальтер де ла Маре                                                                         | Collected Stories for Children                                                             |                                                                                            | Faber                                                                                      |          |
| 1946   | Елізабет Гоудж                                                                             | The Little White Horse                                                                     |                                                                                            | University of London                                                                       |          |
| 1945   | - Приз не присуджено, оскільки жодна книга не була визнана відповідною                     | - Приз не присуджено, оскільки жодна книга не була визнана відповідною                     | - Приз не присуджено, оскільки жодна книга не була визнана відповідною                     | - Приз не присуджено, оскільки жодна книга не була визнана відповідною                     |          |
| 1944   | Ерік Лінклейтер                                                                            | The Wind on the Moon                                                                       |                                                                                            | Macmillan                                                                                  |          |
| 1943   | - Приз не присуджено, оскільки жодна книга не була визнана відповідною                     | - Приз не присуджено, оскільки жодна книга не була визнана відповідною                     | - Приз не присуджено, оскільки жодна книга не була визнана відповідною                     | - Приз не присуджено, оскільки жодна книга не була визнана відповідною                     |          |
| 1942   | Денис Уоткінс-Пітчфорд                                                                     | The Little Grey Men                                                                        |                                                                                            | Eyre &amp; Spottiswoode                                                                    |          |
| 1941   | Мері Тредголд                                                                              | We Couldn't Leave Dinah                                                                    |                                                                                            | Jonathan Cape                                                                              |          |
| 1940   | Кітті Барн                                                                                 | Visitors from London                                                                       |                                                                                            | J. M. Dent                                                                                 |          |
| 1939   | Елеонор Дорлі                                                                              | The Radium Woman                                                                           |                                                                                            | Heinemann                                                                                  |          |
| 1938   | Ноель Стрітфілд                                                                            | The Circus Is Coming                                                                       |                                                                                            | J. M. Dent                                                                                 |          |
| 1937 * | Єва Гарнетт                                                                                | The Family from One End Street                                                             |                                                                                            | Frederick Muller                                                                           |          |
| 1936   | Артур Ренсом                                                                               | Pigeon Post                                                                                |                                                                                            | Jonathan Cape                                                                              |          |

* у 2007 році входить до десятки кращих на честь 70-ї річниц

## Володарі багатьох премій
Вісім авторів стали лауреатами двох медалей Карнегі, що було заборонено протягом багатьох років.
- Пітер Дікінсон 1979, 1980
- Берлі Доерті 1986, 1991
- Енн Файн 1989, 1992
- Джеральдін МакКогрін 1988, 2018
- Маргарет Мехі 1982, 1984
- Ян Марк 1976, 1983
- Патрік Несс 2011, 2012[17]
- Роберт Вестол 1975, 1981

Протягом багатьох років деякі книги, що посіли другі місця, отримували високу оцінку, щонайменше 29 за 24 роки з 1979 по 2002 рік і три раніше. Серед авторів, які отримали дві медалі, Енн Файн тричі отримувала високу оцінку (1989, 1996, 2002), а Роберт Вестолл - двічі (1990, 1992). Інші були високо оцінені по одному разу, за винятком Несса, який отримав нагороду пізніше.
Шість книг отримали медаль Карнегі та щорічну премію Guardian Children's Fiction Prize, яка була урочисто започаткована в 1967 році. (Датами є роки видання у Великій Британії, а дати вручення премії Карнегі – до 2006 року).
- Алан Гарнер, Совина служба (1967)
- Річард Адамс, Уотершип вниз (1972)
- Джеральдін МакКогрін, Зграя брехні (1988)
- Енн Файн, Goggle-Eyes (1989)
- Філіп Пулман, його темні матеріали 1: Північне сяйво (1995)
- Мелвін Берджесс, «Сміття » (1996)

Книга "Тільки монстр кличе", написана Патріком Нессом та проілюстрована Джимом Кеєм, була удостоєна медалей Карнегі та Грінуея (2012).
Лише «Книга кладовища » Ніла Ґеймана (2009) отримала медаль Карнегі та подібну американську нагороду — медаль Ньюбері . 
Письменниця Шерон Кріч, яка отримала премію Карнегі за Рубі Холлер (2002), раніше отримала премію Ньюбері та дві нагороди Великої Британії за фільм «Прогулянка двома місяцями» (1994). 
Четверо письменників отримали премію Карнегі та США Майкла Л. Прінца . Премія Прінца — це літературна нагорода Американської бібліотечної асоціації, яка щорічно визнає «найкращу книгу, написану для підлітків, повністю засновану на її літературних перевагах ». Чотири автори: Девід Алмонд, Ейдан Чемберс, Джеральдін МакКогрін і Мег Рософф . Лише Чемберс отримав обидві премії за ту саму книгу: Карнегі 1999 року та Прінца 2003 року за роман « Листівки з нічийної землі» .   
За обсягом книжок для дітей чи юнацтва британська премія Карнегі відповідає американській премії Ньюбері та Прінца.

## Карнегі з Карнегі
З нагоди відзначення 70-ї річниці Медалі Карнегі у 2007 р., CILIP створив "Живий архів" на веб-сайті Медалі Карнегі з інформацією про кожну з книг-переможців та провів опитування, щоб визначити найулюбленішого лауреата Медалі Карнегі, який буде названий "Карнегі з Карнегі". Переможцем, оголошеним 21 червня 2007 року в Британській бібліотеці, стало «Північне сяйво» Філіпа Пулмана (1995). Він був очікуваним переможцем, набравши 40% голосів у Великій Британії та 36% у всьому світі.
Десятка кращих до 70-річчя
- Девід Алмонд, Скелліг, (Ходдер, 1998)
- Мелвін Берджесс, Сміття, (Пінгвін, 1996)
- Кевін Кросслі-Холланд, Шторм, (Егмонт, 1985)
- Дженніфер Доннеллі, Світло, що збирається, (Блумсбері, 2003)
- Алан Гарнер, Служба сови, (HarperCollins, 1967)
- Єва Гарнетт, Сім'я з One End Street, (Пінгвін, 1937)
- Мері Нортон, Позичальники, (Пінгвін, 1952)
- Філіппа Пірс, Опівнічний сад Тома (Оксфорд, 1958)
- Філіп Пуллман, Північне сяйво, (Scholastic, 1995)
- Роберт Вестолл, Кулеметники, (Макміллан, 1975)

За "Північне сяйво" проголосувало 40% читачів, за "Опівнічний сад Тома" Філіпи Пірс - 16%, а за "Скелліг" Девіда Алмонда - 8%. Оскільки ці три книги отримали 70-річну медаль у 60-му, 23-му і 63-му роках, у деяких коментарях зазначалося, що "Опівнічний сад Тома" пройшов випробування часом, з яким інші ще не стикалися.

## Шорт-листи
Дата — рік видання до 2006 року. На початку наступного року було оголошено відбір і вручено медалі.

### 1936-1993
З 1936 по 1993 рік за 58 років було вручено 55 медалей. Списки бібліотеки CCSU за цей період включають одну спеціальну відзнаку, 23 книги з високою оцінкою (з 1966 р., в основному з 1979 р.) та близько 130 книг з високою оцінкою. За винятком першого 1936 року, тут перераховані лише 24 книги, нагороджені Особливою та Високою Подякою.
1936, рік першого видання
Медаліст:
Артур Ренсом, Голубина пошта (Джонатан Кейп) — шостий із 12 романів про ластівок і амазонок
Відзначено:
Говард Спрінг, Цирк Семпсона (Фабер і Фабер)
Ноель Стрітфейлд, Балетні туфлі (JM Dent & Sons) — перший з 11 романів про туфлі
Списки CCSU за 1954 рік включають шість подяк, перші з 1936 року. Починаючи з 1966 року було кілька «високих подяк», і до 1979 року вони були приблизно щорічними.  Тут наведено лише високі відзнаки (до 1993 року).
1954, Особлива похвала

Гарольд Джонс, ілюстратор Lavender's Blue: A Book of Nursery Rhymes, упорядкована Кетлін Лайнс – колекція названа на честь « Lavender's Blue »
Спеціальна подяка Гарольду Джонсу в 1955 році за його ілюстрацію 1954 року « Блакит лаванди» була «головною причиною» для того, щоб Бібліотечна асоціація заснувала того року медаль Кейт Грінвей.  У 1956 році жодна робота 1955 року не була визнана гідною, тож цю медаль фактично урочисто відкрили через рік.
–
1966 (медаль не нагороджена)
+ Норман Денні та Жозефіна Філмер-Санкі, Гобелен Байє: історія нормандського завоювання, 1066 — про гобелен Байє
1967 рік
+ Генрі Тріс, Час мрій
–
1974 рік
+ Ян Стрічки, Битва під Геттісбергом, 1–3 липня 1963 (Оксфорд)
–
1979 рік
+ Шейла Санча, The Castle Story — про замок Hearthstone
1980 рік
+ Ян Марк, Нема чого боятися
1981 рік
+ Джейн Гардам, Порожня земля
1982 рік
+ Джилліан Кросс, Темрява за завісою
1983 рік
+ Джеймс Уотсон, Розмова пошепки — зображує репресії в Чилі
1984 рік
+ Роберт Свінделлс, Брат у країні (Оксфорд)
1985 рік
+ Джанні Хаукер, Природа звіра
1986 рік
+ Джанні Хаукер, Ісаак Кемпійон
1987 рік
+ Маргарет Махі, Пам'ять
1988 рік
+ Джилліан Кросс, Карта Ніде
+ Пітер Дікінсон, Єва (Голланч)
+ Елізабет Лерд, Червоне небо вранці
1989 рік
+ Керол Ллойд, Лікування Чарлі Барбера
+ Енн Файн, Bill's New Frock, іл. Філіп Дюпаск'є (Egmont)
1990 рік
+ Мелвін Берджесс, Плач вовка (Андерсен)
+ Роберт Уестолл, Королівство біля моря
1991 рік
+ Жаклін Вілсон, Історія Трейсі Бікер, іл. Нік Шаррат (Doubleday) — перший із чотирьох романів Трейсі Бікер
1992 рік
+ Роберт Уестолл, Затока
1993 рік
- + Мелвін Берджесс, Пиріг з дитиною та мухою
- + Дженні Німмо, Кам'яна миша

### 1994-2002
Протягом 2002 року деякі призери, які зайняли друге місце, були відзначені похвалою, в тому числі деякі високо оцінені. Там, де наведено весь короткий список (до 1994 року), жирним шрифтом і зірочкою (*) позначено переможця, плюс (+) позначає високо оцінені книги, а тире (–) позначає рекомендовані книги.
- Лінн Рід Бенкс, Зламаний міст
- * Тереза Бреслін, Шепіт на кладовищі (Метуен)
- + Берлі Догерті, Вілла та стара міс Енні
- + Леслі Ховарт, Maphead
- Майкл Морпурго, Артур, Верховний король Британії
- Дженні Німмо, Замок Гріффіна
- Роберт Уестолл, Час вогню
- Жаклін Вілсон, «Зірка ночівлі та сніданку » (Doubleday)

1995 (8) 
- Ніна Бауден, Бабуся Паг (Гаміш Гамільтон)
- Роберт Корм'є, Посеред ночі (Голланц)
- – Сьюзан Гейтс, Рейдер (Оксфорд)
- Гаррі Кілворт, The Brontë Girls (Methuen)
- Майкл Морпурго, Затонулий Занзібар (Хайнеманн)
- * Філіп Пуллман, « Північне сяйво » (Scholastic) — перша з трилогії « Його темні матеріали »
- Джилл Патон Уолш, Томас і тіннерс (Книги Macdonald Young Books)
- + Жаклін Вілсон, Double Act (Doubleday)

1996 (8) 
- * Мелвін Берджесс, Junk (Andersen) — про підліткову героїнову залежність та анархізм
- Майкл Коулман, Війна диваків (Орчард)
- + Енн Файн, The Tulip Touch (Гаміш Гамільтон)
- Елізабет Лерд, Таємні друзі (Ходдер)
- – Террі Пратчетт, Джонні та бомба (Doubleday) – третя частина трилогії
- Філіп Пулман, Заводний механізм (Doubleday), іл. Пітер Бейлі
- Chloe Rayban, Love in Cyberia (Бодлі Хед)
- Жаклін Вілсон, Погані дівчата (Doubleday), іл. Нік Шарратт

1997 (7) 
- Мелорі Блекман, «Свиняче серце» (Doubleday)
- * Тім Боулер, River Boy (Оксфорд)
- + Генрієтта Бренфорд, Fire, Bed and Bone (Walker) — про англійське селянське повстання 1381 р.
- Джеральдін МакКогрін, Forever X (Оксфорд)
- Філіп Рідлі, Scribbleboy (Puffin)
- – Джоан Роулінг, Гаррі Поттер і філософський камінь (Блумсбері) — перша з семи книг про Гаррі Поттера
- Тереза Томлінсон, Зустрінь мене зі сталевими людьми (Вокер)

1998 (5) 
- * Девід Алмонд, Скелліг (Ходдер)
- Роберт Корм'є, Герої (Хаміш Гамільтон)
- Пітер Дікінсон, «Рід » (Макміллан)
- Кріс д'Лейсі, Флай, черокі, Флай (коргі)
- Сьюзен Прайс, Рукостискання Стеркарма (Scholastic)

1999 (8) 
- Девід Алмонд, Kit's Wilderness (Hodder)
- Бернард Ешлі, Маленький солдат (Орчард)
- * Ейдан Чемберс, листівки з Нічої землі (Бодлі Хед)
- Сьюзен Купер, Король тіней (Бодлі Хед)
- Джилліан Кросс, Канат (Оксфорд)
- Дженні Німмо, Перстень Рінальді (Мамонт)
- Джоан Роулінг, Гаррі Поттер і в'язень Азкабану (Блумсбері)
- Жаклін Вілсон, Ілюстрована мама (Doubleday)

2000 (8) 
- Девід Алмонд, Heaven Eyes (Hodder)
- – Мелвін Берджесс, Привид за стіною (Андерсен)
- Шерон Кріч, Мандрівник (Макміллан)
- Джаміла Гевін, Корам Бой (Мамонт)
- + Адель Герас, Троя (Scholastic) (Девід Фіклінг)
- Алан Гіббонс, Тінь Мінотавра (Оріон)
- * Беверлі Найду, Інший бік істини (Пуффін)
- + Філіп Пуллман, Бурштинова підзорна труба (Scholastic) — третя частина трилогії « Його темні матеріали »

2001 (8) 
- – Шерон Кріч, Люблю цю собаку (Блумсбері), 9+
- Пітер Дікінсон, Канатник (Макміллан), 11+
- Єва Ібботсон, Подорож до річкового моря (Макміллан), 9+
- Елізабет Лерд, Вежа Джейка (Макміллан), 11+
- Джеральдін МакКогрін, Вершник повітряних зміїв (Оксфорд), 11+
- + Джеральдін МакКогрін, Зупинити поїзд (Оксфорд), 10+
- * Террі Пратчетт, Дивовижний Моріс та його виховані гризуни (Doubleday), 10+
- Вірджинія Вулфф, Справжня віра (Фабер), 14+

2002 (7) 
- Кевін Брукс, Мартін Піг (Курник), 12+
- * Шерон Кріч, Рубі Холлер (Блумсбері), 9+
- + Anne Fine, Up on Cloud Nine (Corgi), 12+
- Алан Гіббонс, Край (Дельфін), 11+
- Ліан Хірн, Через Солов'їну підлогу (Макміллан), 14+
- Лінда Ньюбері, Будинок мушлі (Девід Фіклінг), 14+
- Маркус Седжвік, Темна кінь (Дельфін), 11+

### 2003 рік по теперішній час
Другі місця в шорт-листі не виділяються з 2002 року.
2003 (6) 
- Девід Алмонд, Пожирачі вогню (Ходдер), 10+
- * Дженніфер Доннеллі, Світло, що збирається (Блумсбері), 12+
- Марк Хеддон, The Curious Incident of the Dog in the Night-Time (David Fickling), 12+
- Елізабет Лерд, Король сміття (Макміллан), 10+
- Майкл Морпурго, Рядовий Мирний (Коллінз), 10+
- Лінда Ньюбері, Сістерленд (Девід Фіклінг), 13+

2004 (6) 
- Енн Кессіді, Шукаю Джей Джей (Схоластик), 13+
- Генніфер Холденко, Аль Капоне одягає мої сорочки (Блумсбері), 11+
- * Френк Коттрелл Бойс, Мільйони (Макміллан), 9+
- Шерон Кріч, Серцебиття (Блумсбері), 10+
- Єва Ібботсон, Зірка Казану (Макміллан), 10+
- Філіп Пуллман, Опудало та його слуга (Doubleday), 8+

2005 (5) 
- Девід Алмонд, Клей (Ходдер), 11+
- Френк Коттрелл Бойс, В рамці (Макміллан), 9+
- Ян Марк, Турбулентність (Ходдер), 12+
- Джеральдін МакКогрін, Біла пітьма (Оксфорд), 12+
- * Мал Піт, Тамар (Вокер), 12+

Дата - рік представлення після 2006 року. Рік публікації - це приблизно попередній навчальний рік; для 2012 року, наприклад, вересень 2010 року - серпень 2011 року.
2007 (6)  
- Кевін Брукс, Дорога мертвих (Курник), 14+
- Шівон Дауд, Стрімкий чистий крик (Девід Фіклінг), 13+
- Енн Файн, Дорога кісток (Doubleday), 12+
- Еллі Кеннен, Звір (Маріон Ллойд), 12+
- * Мег Рософф, Про всяк випадок (Пінгвін), 14+
- Маркус Седжвік, Моя рука-меч співає (Оріон), 10+

2008 (7)  
- Кевін Кросслі-Холланд, Розповідь Гетті (Оріон), 10+
- Linzi Glass, Ruby Red (Пінгвін), 12+
- Елізабет Лерд, Хрестовий похід (Макміллан), 10+
- Таня Лендман, Apache: Girl Warrior (Walker), 12+
- * Філіп Рів, Here Lies Arthur (Scholastic), 12+
- Мег Розофф, Ким я був (Пінгвін), 12+
- Дженні Валентайн, У пошуках Вайолет Парку (ХарперКолінз), 12+

2009 (7)  
- Френк Коттрелл Бойс, Космічний (Макміллан), 8+
- Кевін Брукс, Літо чорного кролика (Тупик), 14+
- Еоін Колфер, льотчик (Тупик), 9+
- * Шівон Дауд, «Богняна дитина » (Девід Фіклінг), 12+
- Кіт Ґрей, Хлопчики-страуси (означення), 12+
- Патрік Несс, Ніж, якого ніколи не відпустити (Вокер), 14+
- Кейт Томпсон, Ночна істота (Бодлі Хед), 14+

2010 (10)  
- Лорі Хелс Андерсон, Ланцюги (Блумсбері), 11+
- * Ніл Ґейман, «Книга кладовища » (Блумсбері), 9+ — окремо проілюстровано Дейвом МакКіном і Крісом Рідделлом
- Гелен Грант, Зникнення Катаріни Лінден (Пінгвін), 14+
- Джулі Хірн, Роуен Дивний (Оксфорд), 12+
- Патрік Несс, Запитання та відповідь (Вокер), 14+
- Террі Пратчетт, Нація (Doubleday), 11+
- Філіп Рів, Fever Crumb (Scholastic), 9+
- Маркус Седжвік, Револьвер (Оріон), 12+

2011 (6)  
- Тереза Бреслін, В'язень інквізиції (Doubleday), 12+
- Джеральдін МакКогрін, The Death-Defying Pepper Roux (Оксфорд), 10+
- * Патрік Несс, Людські монстри (Вокер), 14+
- Мег Розофф, Прощання нареченої (Тупик), 12+
- Маркус Седжвік, Біла ворона (Оріон), 12+
- Джейсон Уоллес, Поза тінню (Андерсен), 14+

2012 (8)  
- Девід Алмонд, Мене звати Міна (Ходдер), 9+
- Лісса Еванс, Дрібниця для Стюарта (Doubleday), 8+
- Соня Гартнетт, Опівнічний зоопарк (Вокер), 9+
- Алі Льюїс, Everybody Jam (Андерсен), 12+
- Енді Малліган, Треш (Девід Фіклінг), 12+
- * Патрік Несс, Монстр кличе (Вокер), 9+
- Аннабель Пітчер, Моя сестра живе на камінній полиці (Оріон), 10+
- Рута Сепетіс, Між відтінками сірого (Тупик), 12+

2013 (8)  
- Сара Кросан, Вага води (Блумсбері), 9+
- Родді Дойл, Хорт дівчинки (Книги Маріон Ллойд), 9+
- * Саллі Гарднер, Maggot Moon (Hot Key Books), 11+
- Нік Лейк, У темряві (Блумсбері), 13+
- Р. Дж. Паласіо, Чудо (Бодлі Хед), 10+
- Маркус Седжвік, Midwinterblood (Indigo), 11+
- Дейв Шелтон, Хлопчик і ведмідь у човні (Книги Девіда Фіклінга), 8+
- Елізабет Вейн, Code Name Verity (Electric Monkey), 13+

2014 (8)  
- Джулі Беррі, Вся правда, яка в мені (Тамплієр), 14+
- * Кевін Брукс, Щоденник Бункера (Тупик), 14+ [38]
- Рейчел Кемпбелл-Джонстон, Слоненя дитини (Книги Девіда Фіклінга), 11+
- Сьюзан Купер Привидний Яструб (Бодлі Хед), 11+
- Енн Файн, Кровна сім'я (Doubleday), 14+
- Кетрін Ранделл, Rooftoppers (Фабер і Фабер), 11+
- Ребекка Стед, Брехун і шпигун (Andersen Press), 9+
- Вільям Саткліфф Стіна (Блумсбері), 11+

Нагорода Бруксу викликала певні суперечки через похмурий характер роману.
2015 (8) 
- Брайан Конаган, Коли містер собака кусає (Блумсбері), 14+
- Сара Кросан, Яблуко і дощ (Блумсбері), 11+
- Саллі Гарднер, Tinder (Orion), 11+
- Френсіс Гардінг Пісня зозулі (Макміллан), 11+
- Елізабет Лерд, Найшвидший хлопчик у світі (Макміллан), 9+
- * Таня Лендман, Буффало Солдат (Вокер), 14+
- Джеральдін МакКогрін, Посеред нічого (Асборн), 11+
- Патрік Несс Більше ніж це (Вокер), 14+

2016 (8) 
- * Сара Кроссан, One (Bloomsbury)
- Френсіс Гардінг, «Дерево брехні» (Макміллан)
- Нік Лейк, Там буде брехня (Блумсбері)
- Патрік Несс . Решта з нас просто живе тут (Walker Books)
- Кейт Сондерс, П'ятеро дітей на західному фронті (Фабер)
- Маркус Седжвік, Привиди раю (Indigo)
- Робін Теллі, Брехня, яку ми говоримо собі (HarperCollins)
- Дженні Валентайн, Вогняний колір один (HarperCollins)

2017 (8) 
- Френк Коттрелл Бойс, путівник Sputnik про життя на Землі (Пан Макміллан)
- Zana Fraillon, The Bone Sparrow (Orion Children's Books)
- Бонні-Сью Хічкок, Запах чужих будинків (Faber & Faber)
- Гленда Міллард, Зірки на Октобер Бенд (Old Barn Books)
- Мал Піт і Мег Рософф, Бек (Walker Books)
- Філіп Рів, Railhead (Oxford University Press)
- * Рута Сепетіс, Сіль для моря (Тупик)
- Лорен Волк, Вовче дупло (Коргі)

Кістяний горобець отримав почесну відзнаку Amnesty CILIP. 
2018 (8) 
- Лісса Еванс, Wed Wabbit (David Fickling Books)
- Вілл Хілл, Після пожежі (Азборн)
- * Джеральдін МакКогрін, Де закінчується світ, (Азборн)
- Ентоні Макгоуен, Рук (Баррінгтон Сток)
- Патрік Несс, випуск (Walker Books)
- Маркус Седжвік, Свята смерть (Оріон)
- Енджі Томас, The Hate U Give (Walker Books)
- Лорен Волк, За світлим морем (Коргі)

The Hate U Give отримав від Amnesty CILIP Honor Commendation. 
2019 
- Елізабет Асеведо, The Poet X (Harper Teen) [16]
- Кваме Александер, Rebound (ілюстрація Давуда Анябвіле, Andersen Press)
- Софі Андерсон, Будинок з курячими ніжками (ілюстрація Елізи Паганель, Usborne)
- Candy Gourlay, Bone Talk (Книги Девіда Фіклінга).
- Френсіс Гардінг, повна тіней (для дітей Макміллана)
- Саллі Ніколлс, Things a Bright Girl Can Do (Andersen Press)
- Джейсон Рейнольдс, Long Way Down (Faber Child)
- Кейт Сондерс, Земля нескінченності (Faber Child)

2020 
- Ентоні МакГоуен, Ларк (Баррінгтон Сток) [47]
- Дін Атта, Чорний фламінго, ілюстрації Аншіки Хуллар (Дитяча група Хашетт)
- Nick Lake, Nowhere on Earth (Hachette Children's Group)
- Ренді Рібай, святі-покровителі нічого (Маленький тигр)
- Аннет Шаап, Lampie, переклад Лаури Воткінсон (Дитячі книги Пушкіна)
- Маркус Седжвік і Джуліан Седжвік, Подорожі підземним світом Орфея Блека, ілюстрації Алексіса Дікона (Walker Books)
- Енджі Томас, На підйомі (Walker Books)
- Кріс Вік, дівчина. хлопчик море. (Голова Зевса)

2021 
- Джейсон Рейнольдс, Look Both Ways (Knights Of) [49] [15]
- Елізабет Асеведо, Clap When You Land (Hot Key Books)
- Софі Андерсон, The Girl Who Speaks Bear, ілюстрації Кетрін Хонеста (Асборн)
- Джозеф Коельо, Дівчина, яка стала деревом, ілюстрації Кейт Мілнер (Otter-Barry Books)
- Марі-Луїза Фіцпатрік, На північному пляжі (Фабер)
- Манджіт Манн, Біжи, повстанець (Пінгвін)
- Рута Сепетіс, Фонтани тиші (Пінгвін)
- Лорен Волк, гора Ехо (пінгвін)

2022 
- Катя Бален, Жовтень, жовтень, ілюстрації Анжели Гардінг (Блумсбері) [9]
- Сью Дівін, Бережіть своє серце (Пан Макміллан)
- Філ Ерл, Коли небо падає (Andersen Press)
- Бонні-Сью Хічкок, Кожен помирає знаменитим у маленькому місті (Фабер)
- Джуліан Седжвік, Дівчина-цунамі, ілюстрації Чі Куцувада (видавництво Guppy)
- Алекс Уітл, Cane Warriors (Andersen Press)
- Ібі Зобой і Юсеф Салам, Punching the Air (HarperCollins)

## Дивіться також
- Медаль Кейт Грінуей
- Дитячий лауреат
- Книжкова премія «Блакитний Петро».
- Дитяча художня премія Guardian
- Книжкова премія Nestlé Smarties
- Медаль Ньюбері, головна щорічна премія Американської бібліотечної асоціації для дітей
- Премія Майкла Л. Прінца, основна щорічна премія ALA для молоді

## Зовнішні посилання
- Дитяча книжкова премія CILIP